# Grégory Wathelet
Grégory Wathelet (Huy, 10 de setembro de 1980) é um ginete de elite belga, medalhista olímpico.

## Carreira
Wathelet conquistou a medalha de bronze nos Jogos Olímpicos de Verão de 2020 em Tóquio, na prova de saltos por equipes, ao lado do cavalo Nevados S, e de seus companheiros Jérôme Guery e Pieter Devos.